# The Vicar of Wakefield (film 1917)
The Vicar of Wakefield è un film muto del 1917 diretto da Ernest C. Warde e interpretato da suo padre, il famoso attore teatrale Frederick Warde.
Questa è la settima versione cinematografica dell'opera di Oliver Goldsmith: la Thanhouser aveva prodotto già nel 1910 la prima trasposizione per lo schermo del romanzo.

## Trama
Perseguitato dalla sfortuna, il vicario di Wakefield prima vede andar via di casa, a causa di una delusione amorosa, il figlio più grande, poi anche Olivia, la figlia maggiore, sedotta dallo squire Wilmot. Il terzo figlio, il più giovane, sperpera il denaro che doveva servire a pagare gli studi delle sorelle. Il vicario, alla ricerca di Olivia, si aggrega a una compagnia di guitti ritrovando finalmente la figlia che, nel frattempo, è stata abbandonata da Wilmot. Quando padre e figlia tornano a casa, la vedono bruciare in un incendio. Riappare lo squire che, dopo aver preteso il denaro dell'affitto della casa bruciata, getta in prigione per debiti il vicario. Sarà l'arrivo di Mr. Burchell a rimettere le cose a posto: Burchell, che è in realtà lo zio di Wilmot, costringe il nipote a render conto delle sue cattive azioni, la reputazione di Olivia viene salvata con un matrimonio riparatore e il figlio maggiore torna anche lui a casa, potendo alla fine sposare la ragazza che ama.

## Produzione
Il film fu prodotto da Edwin Thanhouser per la sua compagnia, la Thanhouser Film Corporation.

## Distribuzione
Distribuito dalla Pathé Exchange, il film uscì nelle sale cinematografiche USA il 25 febbraio 1917. Copia del film, ancora esistente, è conservata negli archivi dell'EmGee Film Library.
È stato riversato in DVD e distribuito nel 2006 dalla Thanhouser Company Film Preservation Inc., compreso in un'antologia, The Thanhouser Collection - DVD Volumes 4, 5 and 6 - (1910-1917) in NTSC per un totale di 289 minuti .

## Differenti versioni
Il romanzo di Goldsmith venne portato sullo schermo in diverse versioni:
- The Vicar of Wakefield (1910)
- The Vicar of Wakefield, regia di Frank Powell (1912)
- The Vicar of Wakefield, regia di Frank Wilson (1913)
- The Vicar of Wakefield, regia di John Douglas (1913)
- The Vicar of Wakefield, regia di Fred Paul (1916)
- The Vicar of Wakefield, regia di Ernest C. Warde  (1917)